# Vijak Bayani
Vijak Bayani (* 17. Mai 1970 in Wuppertal) ist eine deutsche Schauspielerin mit iranischen Wurzeln.

## Leben
Als Tochter eines Arztes wuchs Vijak Bayani im niedersächsischen Diepholz auf und machte an der dortigen Graf-Friedrich-Schule ihr Abitur. Ab 1983 ließ sie sich in Stepptanz, Gesang und Schauspiel ausbilden, 1993 erhielt sie die Bühnenreifeprüfung. Bereits zwischen 1989 und 1992 spielte Bayani am Theater Bremen und am dortigen Jungen Theater, Verpflichtungen hatte sie außerdem 1993 an der Landesbühne Niedersachsen Nord in Wilhelmshaven und 1994 an der Theaterwerkstatt Hannover.
Zwischen 1994 und 2004 war Vijak Bayani umfangreich vor der Kamera tätig. Neben Rollen in den Serien Aus heiterem Himmel, Die Schule am See und Die Rettungsflieger, sah man sie gastweise in Adelheid und ihre Mörder, Großstadtrevier oder Der Alte. Einem überwiegend jüngeren Publikum wurde Bayani in der Figur der Jivana bekannt, die sie zwischen 1995 und 2001 in der deutschen Ausgabe der Sesamstraße spielte.
Daneben arbeitet Bayani als Schauspielcoach und in der Sprechausbildung, sie ist Synchronsprecherin sowie Sprecherin beim Fernsehsender Arte und singt in einem Hamburger Chor.
Seit Mitte der 2000er-Jahre verheiratet, lebt Vijak Bayani mit ihrem Mann und zwei Kindern (* 2005 und 2008) in Hamburg.

## Filmografie
- 1994: Adelheid und ihre Mörder – Tod in der Geisterbahn
- 1995–1997: Aus heiterem Himmel (5 Folgen als Someya Nasim)
- 1995–2001: Sesamstraße
- 1996: Tatort – Mord hinterm Deich
- 1997: Großstadtrevier – Nadja
- 1997: Kap der guten Hoffnung
- 1997–1998: Die Schule am See (15 Folgen als Vanessa)
- 1998–2003: Die Rettungsflieger (16 Folgen, davon seit 2002 12 als Astrid Shariatzadeh)
- 1999: Die Kommissarin – Der Fotograf
- 2000: Großstadtrevier – Heimspiel
- 2001: Der Alte – Verschmähte Liebe
- 2001: OP ruft Dr. Bruckner – Ein unerwarteter Besuch
- 2002: Siska – Und dann hilft dir keiner mehr
- 2002: Entscheidung auf Mauritius
- 2002: Alarm für Cobra 11 – Die Autobahnpolizei – Black out
- 2003: Der Alte – Bei Mord hört es auf
- 2003: Zwei Profis – ...und ein Lächeln
- 2003: Siska – Am Ende aller Lügen
- 2004: Die Fallers – Die SWR Schwarzwaldserie – Vermisst

## Hörspiele
- 1998: Eiligabend (3. Teil: Weihnachten im Supermarkt) – Autor: Hans-Peter Tiemann – Regie: Klaus Wirbitzky